# Comte de Sabugosa

## Origine du titre
Le titre fut créé par le roi Jean V de Portugal par Carta regia (Lettre royale) du 19 septembre 1729, en faveur de Vasco Fernandes César, 38e vice-roi de l'Inde et 4e vice-roi du Brésil.

## Titulaires
- Vasco Fernandes César, 1er comte de Sabugosa (16 octobre 1673 - mort le 24 octobre 1741)
- Luís César de Menezes, 2e comte de Sabugosa (27 août 1698 - mort le 29 juillet 1755)
- Mariana Rosa de Lancastre, 3e comtesse de Sabugosa (13 décembre 1700 - morte le 10 novembre 1748)
- Ana de Mello da Silva César de Menezes, 4e comtesse de Sabugosa (1725 - morte en 1744)
- António Maria de Mello da Silva César de Menezes, 1er marquis et 5e comte de Sabugosa, 7e comte de São Lourenço (31 janvier 1743] - mort le 4 juin 1805)
- José António de Mello da Silva César de Menezes, 2e marquis de Sabugosa et 8e comte de São Lourenço (19 novembre 1763 - mort le 10 décembre 1839)
- António José de Mello da Silva César de Menezes, 9e comte de São Lourenço (1794 - mort en 1867)
- António Maria José de Mello da Silva César e Menezes, 3e marquis de Sabugosa (6 juillet 1825 - mort le 2 décembre 1897)
- António Maria Vasco de Mello Silva César e Menezes, 9e comte de Sabugosa (13 novembre 1851 - mort le 21 mai 1923)
- António Vasco de Mello César e Menezes, 12e comte de São Lourenço (1876 - mort en 1928)
- António Vasco José de Mello da Silva César de Menezes, 4e marquis de Sabugosa (1903 -  mort en ?)
- António Vasco de Mello da Silva César de Menezes, 14e comte de São Lourenço (1931 - mort en ?)
- António Maria de Mello da Silva César de Menezes, 13e comte de Sabugosa (1959 - mort en ?)
- Jade Estela Jenifer de Mello da Silva César de Menezes, jeune fille de la comtesse de Sabugosa (1988 - mort en ?)